# Gotha (cheval)
Gotha (sponsorisée Gotha FRH, et née le 13 avril 2001) est une jument de saut d'obstacles alezane, inscrite au stud-book du Hanovrien, et qui fut successivement montée par le cavalier allemand Ludger Beerbaum, puis par le Suédois Henrik von Eckermann. Elle est surtout connue pour sa médaille d'argent en individuel à la Coupe du monde de saut d'obstacles 2009-2010, et sa médaille d'or par équipes décrochée aux Championnats d'Europe de saut d'obstacles 2011. Mise à la retraite en septembre 2016, elle est désormais poulinière.

## Histoire

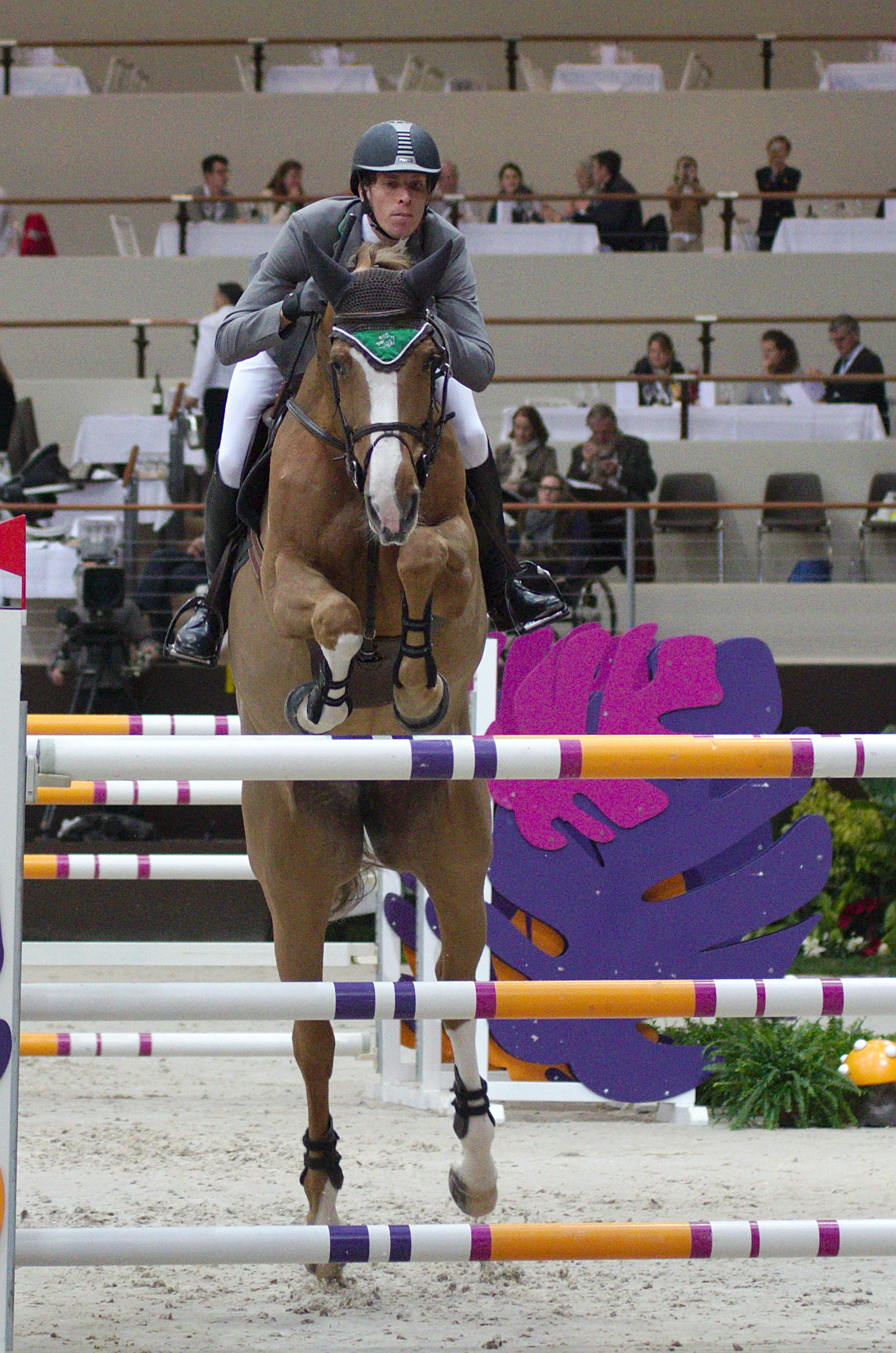
Gotha monté par Henrik von Eckermann au 54e CHI de Genève en 2014.

Elle naît le 13 avril 2001 à l'élevage de Jan Minners. Elle est la propriété de Madeleine Winter-Schulze. Elle participe à la médaille d'or par équipes décrochée par l'Allemagne aux championnats d'Europe de saut d'obstacle 2011 En décembre 2012, Ludger Beerbaum confie Gotha à l'un de ses élèves, le cavalier suédois Henrik von Eckermann. La jument est mise à la retraite en septembre 2016, à l'âge de 15 ans,. À cette occasion, Henrik von Eckermann s'exprime en rappelant qu'il s'agit de la monture qui lui a permis le plus grand nombre de victoires dans sa carrière. La jument passe sa retraite dans les prés de Ludger Beerbaum à Riesenbeck.

## Description
Gotha est une jument de robe  alezane, inscrite au stud-book du Hanovrien. 

## Palmarès
Elle est 83e du classement mondial des chevaux d'obstacle établi par la WBFSH en octobre 2012, puis 24e en octobre 2013, puis 51e mondial en octobre 2014.

### Avec Ludger Beerbaum

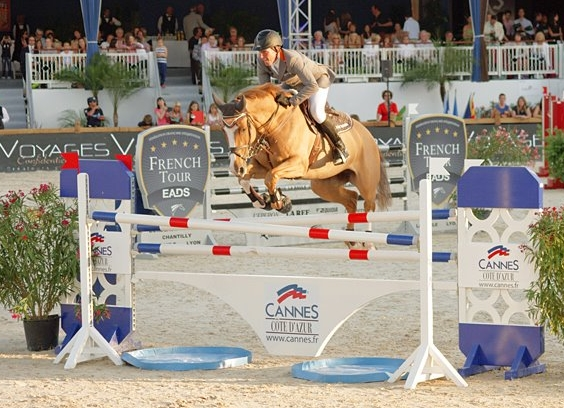
Gotha avec Ludger Beerbaum à Cannes en 2012

- 2010 : médaille d'argent en individuel à la finale de la Coupe du monde de saut d'obstacles 2009-2010 FEI, à Genève[1].
- 2011 : vainqueur de la Coupe des nations de Falsterbo[4] ; médaille d'or par équipes aux championnats d'Europe de saut d'obstacles à Madrid, 8e en individuel[1].
- 2014 : vainqueur du Grand Prix 5* de Hong kong[4].

### Avec Henrik von Eckermann
- Décembre 2012 : vainqueur de l'étape Coupe du monde de Malines[4].
- 2013 : 8e en individuel à la finale de la Coupe du monde de saut d'obstacles 2012-2013 FEI à Göteborg[1] ; médaille de bronze par équipes aux Championnats d'Europe de saut d'obstacles de 2013[1].

## Origines
Gotha est une fille de l'étalon Goldfever 3 et de la jument Pia, par Prestige Pilot. C'est une arrière petite-fille de Pilot.

## Descendance
Gotha a pouliné pour la première fois en 2018, aux écuries Beerbaum. La pouliche, issue de l'étalon Comme il faut, par Contender, pourrait être baptisée « Comme Gotha ». Le 10 avril 2019, elle donne son second poulain, une pouliche par Colestus (Cornet Obolensky)